# Star Force: Fugitive Alien 2
Star Force: Fugitive Alien 2 is een Japans-Amerikaanse sciencefictionfilm uit 1986. De film werd geregisseerd door Kiyosumi Kuzakawa en Minoru Kanaya. Het is een vervolg op de film Fugitive Alien, eveneens uit 1986.

## Verhaal
Nadat hij in de vorige film de alien Ken hielp te ontsnappen aan zijn kwaadaardige soortgenoten, krijgt Kapitein Joe nu de opdracht om een buitenaards wapen te vernietigen. Hij wordt echter tegengewerkt door de Star Wolves.

## Rolverdeling
| Acteur          | Personage   |
| --------------- | ----------- |
| Tatsuya Azuma   | Ken         |
| Miyuki Tanigawa | Tammy       |
| Jo Shishido     | Captain Joe |
| Choei Takahashi | Rocky       |
| Tsutomu Yukawa  | Dan         |

## Achtergrond
Net als zijn voorganger bestond de film uit aan elkaar geplakte scènes uit een aantal afleveringen van de Japanse televisieserie Sutâurufu.
De film werd bespot in Mystery Science Theater 3000.